# Lajos Balthazár
Lajos Balthazár   (Budapest, 30 de juny de 1921 - Budapest, 1 de febrer de 1995) fou un tirador d'esgrima hongarès, especialista en espasa, que va competir durant les dècades de 1940 i 1950.
Durant la seva carrera esportiva va prendre part en tres edicions dels Jocs Olímpics d'Estiu. El 1948, a Londres, i 1952, a Hèlsinki, quedà eliminat en sèries en les proves del programa d'esgrima. El 1956, a Melbourne, guanyà la medalla de plata en la prova d'espasa per equips, mentre en la prova espasa individual quedà eliminat en semifinals.
En el seu palmarès també destaquen tres medalles al Campionat del Món d'esgrima, dues de plata i una de bronze, entre les edicions de 1955 i 1958.